# Galago gallarum
Il galagone somalo (Galago gallarum) è un primate strepsirrino della famiglia dei galagidi.
È stato riconosciuto come specie distinta da Galago senegalensis (di cui costituiva una sottospecie, G. senegalensis gallarum) solo nel 1989.

## Distribuzione

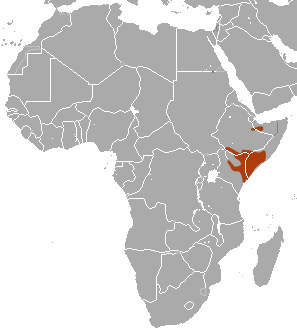
Distribuzione di Galago gallarum

La specie occupa l'area compresa fra i fiumi Uebi Scebeli e Tana e la Rift Valley, corrispondente alla zona di confine fra la Somalia, l'Etiopia ed il Kenya.

## Descrizione

### Dimensioni
Misura fino a 40 cm di lunghezza, di cui la metà spettano alla coda.

### Aspetto
Il pelo è grigio sul dorso e bianco su ventre e gola: sulla testa il pelo tende a divenire più scuro, con tinte quasi nere attorno agli occhi, fra i quali passa una banda verticale bianca che raggiunge la punta del muso.

## Biologia
È un animale notturno e solitario, anche se di giorno le femmine possono dormire in gruppi in nidi ricavati in una cavità di un tronco d'albero: i maschi, invece, restano quasi sempre da soli. Di notte, in ogni caso, ogni animale, dopo aver effettuato le quotidiane operazioni di grooming, va a cercare il cibo per conto proprio.

### Alimentazione
Si tratta di animali prevalentemente insettivori, anche se, all'occorrenza, non disdegnano cibarsi di frutta matura o semi.